# Friends after 3.11 劇場版
『friends after 3.11 劇場版』（フレンドアフターさんてんいちいちげきじょうばん）は、2012年3月10日に公開された日本のドキュメンタリー映画。上映時間135分。

## 概要
2011年3月11日に発生した東日本大震災。被災地である宮城県仙台市出身の岩井俊二が、震災後の日本の現在や未来について語り合う姿を追ったドキュメンタリー。もともとはスカパー!および朝日ニュースターにて放送されたテレビ番組『friends after 3.11』であり、追加映像を加えて映画版としたものである。
ナビゲーター役は女優の松田美由紀だが、岩井自らが出演者インタビューする場面も多い。

## 出演者
- 松田美由紀：ナビゲーター
- 岩井俊二：映画監督
- 小出裕章：京都大学原子炉実験所助教
- 上杉隆：社団法人自由報道協会代表
- 後藤政志：元原子力プラント設計技術者
- 田中優
- 飯田哲也
- 山本太郎
- 藤波心
- フライングダッチマン☆
- 北川悦吏子
- 小林武史
- 吉原毅
- 清水康之
- 鎌仲ひとみ
- 岩上安身
- 武田邦彦
- タン・チュイムイ
- 中島義童

## スタッフ
- 監督：岩井俊二
- プロデューサー：岩井俊二、原田美穂
- 撮影：角田真一、神戸千木
- 編集：岩井俊二、今井大介、後田良樹
- エンディングテーマ：野田洋次郎「ブレス」
- 機材協力：キヤノンマーケティングジャパン (EOS MOVIE)
- 技術協力：映広、ジェイ・フィルム
- 協賛：シャボン玉石けん
- 制作協力：スカパー!、朝日ニュースター、キイワークス、ロックの会
- 製作・配給：ロックウェルアイズ